# Encuesta de Condiciones de Vida
La Encuesta de Condiciones de Vida es una operación estadística que realizan, de forma armonizada, todos los países de la Unión Europea. Es una encuesta anual (iniciada en 2004) dirigida a hogares orientada al estudio de la pobreza y desigualdad, el seguimiento de la cohesión social en el territorio de su ámbito, el estudio de las necesidades de la población y del impacto de las políticas sociales y económicas sobre los hogares y las personas, así como para el diseño de nuevas políticas.